# Дело при Шелефте
Дело при Шелефте — эпизод Русско-шведской войны, в ходе которого русский отряд генерала Шувалова нанес 3 (15) мая 1809 года поражение шведской армии генерала Фурумарка на реке Шелефте. 

## Предыстория
Ко времени сражения прежний король Швеции Густав IV был уже низложен, Финляндия была уже в руках русских, однако союзный Швеции английский флот продолжал действовать в Балтийском море, затрудняя коммуникации между экспедиционными русскими войсками и Россией. Дальнейшие сражения на территории Швеции были призваны упрочить позиции России на мирных переговорах и сделать шведскую делегацию более сговорчивой.

## Ход сражения
В апреле 1809 года 5-ти тысячный корпус генерала Шувалова выступил из Торнео, направляясь вглубь Швеции. Успех был достигнут отчасти благодаря численному превосходству, отчасти благодаря тому, что одновременно с атакой основных русских сил через р. Шелефте, обходной отряд Алексеева прошел по льдинам без потерь в тыл шведам и вынудил их к капитуляции. Русские взяли 691 человека пленными, 22 орудия и четыре знамени.

## Итоги
Победа позволила русскому отряду двинуться вглубь шведской территории и занять город Умео. Однако успех был скомкан с одной стороны разлившимся по весне реками, которые мешали продвижению русских войск, а с другой стороны - переговорами со шведами, которые затягивали время для вывоза запасов продовольствия из Умео, что также сказалось на скорости продвижения русских войск.